# Henry Lindblad
Bror Henry Lindblad, connu sous le nom de Henry Lindblad (né le 25 février 1906 à Katrineholm et décédé le 28 septembre 1946 à Borås) est un athlète suédois, spécialiste du saut à la perche et du décathlon. 

## Biographie
Il représente la Suède au saut à la perche et au décathlon lors Jeux olympiques d'été de 1928 à Amsterdam. Il décroche une 7e place au saut à la perche, avec une meilleure barre de 3,90 m, et une 9e place au décathlon avec un total de 7071.425 points (5906 points avec les tables de cotations actuelles). Il prend part aux premiers championnats d'Europe d'athlétisme, en 1934, au saut à la perche et termine 7e de la compétition en franchissant 3,80 m. 
Il remporte 7 fois la médaille d'or au saut à la perche lors des championnats de Suède d'athlétisme entre 1925 et 1937. Il décroche également 3 titres au saut à la perche lors des championnats d'Angleterre d'athlétisme organisés par Association d'athlétisme amateur d'Angleterre (AAA). 
En 1930, il devient le premier suédois à franchir la barre des 4 mètres et le troisième européen après Charles Hoff et Henry Petersen.

## Palmarès
| Date | Compétition                        | Lieu      | Résultat | Épreuve          | Marque          |
| ---- | ---------------------------------- | --------- | -------- | ---------------- | --------------- |
| 1928 | Jeux olympiques                    | Amsterdam | 7e       | Saut à la perche | 3,90 m          |
| 1928 | Jeux olympiques                    | Amsterdam | 9e       | Décathlon        | 7071.425 points |
| 1934 | Championnats d'Europe d'athlétisme | Turin     | 7e       | Saut à la perche | 3,80 m          |

## Records
| Épreuve          | Marque            | Lieu      | Date         |
| ---------------- | ----------------- | --------- | ------------ |
| Saut à la perche | 4,13 m            | Stockholm | 29 août 1931 |
| Décathlon        | 7 071,425 points* | Amsterdam | 4 août 1928  |

- 7071.425 points à la table de cotation de 1920. 5906 à la table actuelle de 1985.